# Josef Holub
Pour les articles homonymes, voir Holub.
Josef Ludwig Holub, né le 5 février 1930 à Mladá Boleslav et mort le 23 juillet 1999 dans cette même ville, est un professeur de botanique de nationalité tchécoslovaque qui décrivit de nombreuses nouvelles espèces et organisa la systématique de plusieurs groupes botaniques, surtout de son pays et d'Europe.

## Carrière
Holub étudie à l'université Charles de Prague et y enseigne à la chaire de botanique à partir de 1953. Il fonde l'institut de botanique de Tchécoslovaquie pour lequel il travaille de nombreuses années. Il aide également à la fondation du département de biosystématique et de la revue scientifique Folia, publiée par l'institut de géobotanique et de phytotaxonomie.
Il est nommé en 1991 président de la Société de botanique tchèque qui a repris à partir de 1990 la revue Preslia, après la disparition de la Société de botanique tchécoslovaque. Il participe à de nombreuses expéditions botaniques en Europe centrale et en Europe de l'Est.

## Œuvre
Le professeur Holub a surtout travaillé sur la nomenclature taxonomique des plantes vasculaires. Il développa la sociologie végétale et la phytoécologie en étudiant particulièrement la flore de Tchécoslovaquie (Tchéquie et Slovaquie actuelles). Il publia en 1967 une Recension des unités de végétation supérieure en Tchécoslovaquie, Rozpr.Čs.Acad. Sci. Praga: 77/3: 1-75. pour l'Académie des sciences de Prague.
Il fit un travail particulièrement exhaustif sur l'ordre des Lycopodiales, développa une nouvelle classification qui donna lieu à l'ordre des Equisetaceae et étudia les fougères Dryopteris, Lastraea et Thelypteris. Enfin, il se dédia aussi à l'étude des genres Helictotrichon (en), Avenula, Rubus et Crataegus.
Le professeur Holub fut l'un des contributeurs principaux de La Flore de Tchéquie et de La Flore de Slovaquie et fut l'un des premiers qui établirent la liste rouge des espèces menacées de ces deux pays. Celle de Slovaquie est parue après sa mort.
Il mourut d'une crise cardiaque en pleine excursion botanique, à l'âge de soixante-neuf ans.

## Source
- (es) Cet article est partiellement ou en totalité issu de l’article de Wikipédia en espagnol intitulé « Josef Ludwig Holub » (voir la liste des auteurs).

Holub est l’abréviation botanique standard de Josef Holub.
Consulter la liste des abréviations d'auteur en botanique ou la liste des plantes assignées à cet auteur par l'IPNI, la liste des champignons assignés par MycoBank, la liste des algues assignées par l'AlgaeBase et la liste des fossiles assignés à cet auteur par l'IFPNI.